# カフェ香咲
カフェ香咲（カフェ カーサ）は、東京都渋谷区神宮前にある喫茶店。1984年3月に創業した。

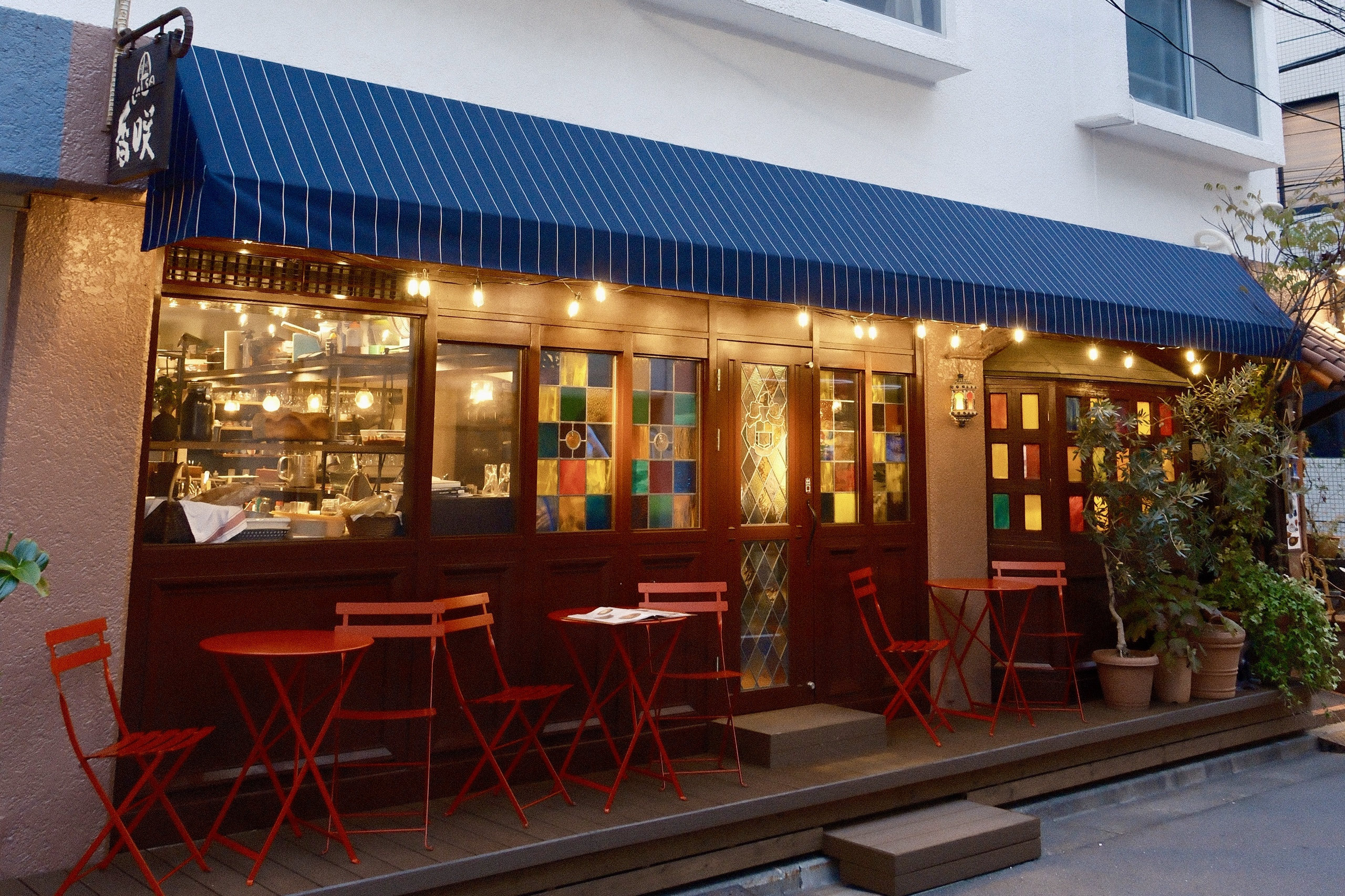
カフェ香咲（2024年）

## 来歴

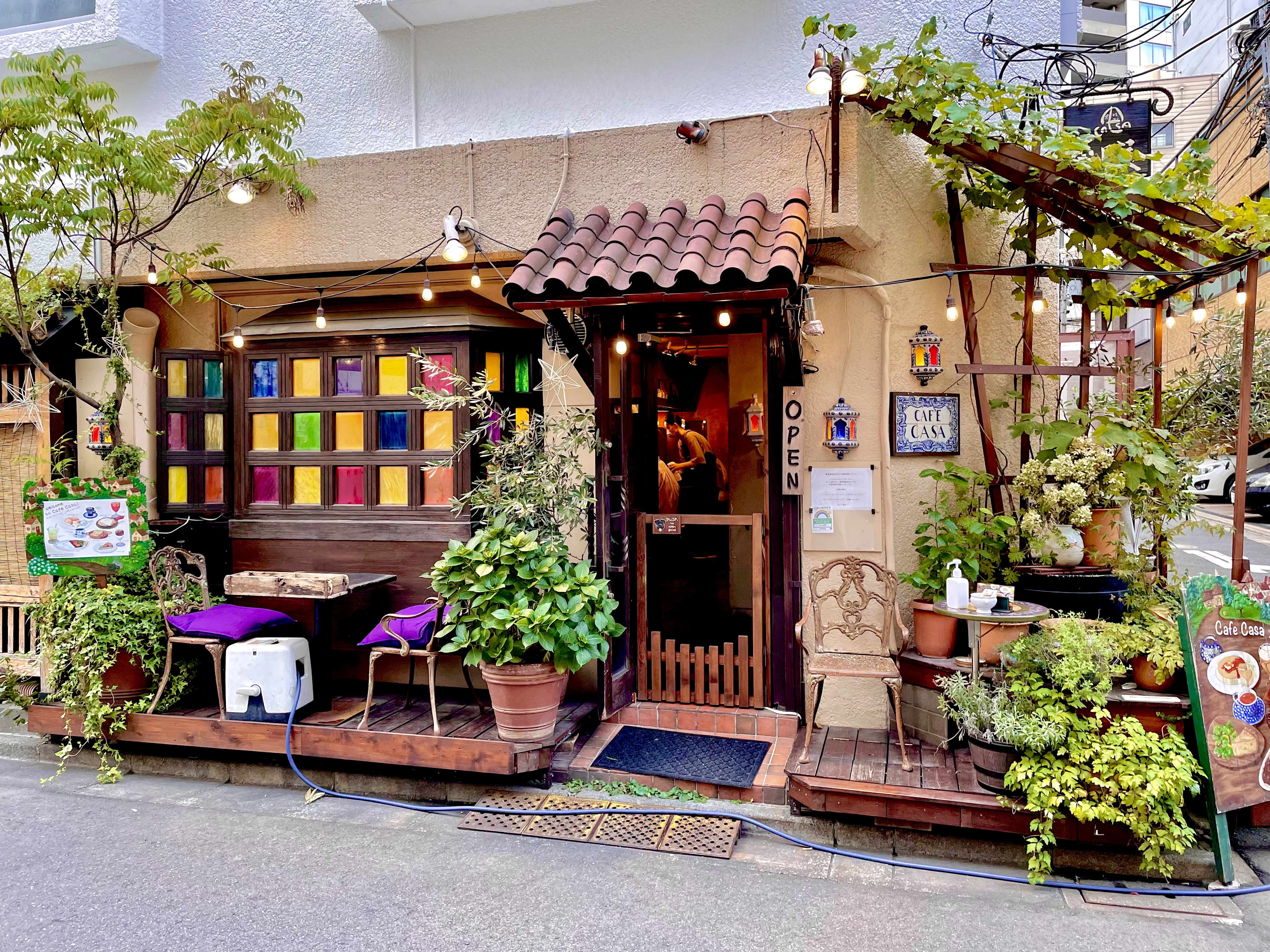
カフェ香咲（2021年、リニューアル前）

岩根志津子によって、珈琲専門店として1984年3月に創業。キラー通りから一本路地に入った先に所在する。店名の「香咲（かさ）」には、スペイン語の「casa（家）」や「傘」の意味が持たされている。志津子によれば開業当時の周辺は空き地や自動車の修理工場などで、飲食店もない閑散とした土地であった。志津子はコーヒーに専門的な知識は持っておらず、初期は高級な食器を揃えてムクの一枚板のカウンターを作るなど2000万円を開業資金に投じるも赤字経営が続いた。博多の老舗の喫茶店の援助などを受けて上質なコーヒーを追求し、志津子の妥協しない姿勢が評判を呼んでカフェ香咲は徐々に存在感を示すようになった。
創業時はちょうどDCブランドブームの初期にあたり、近隣の青山通りやキラー通り沿いにはアパレルブランドのメーカーが多く存在した。そのような環境、時代背景にあって、カフェ香咲はデザイナーや音楽業界・芸能関係者の集まるサロン的な場所になった。のちに客層は20代から30代の女性が中心になった。
志津子の娘で現オーナーの愛は、デザインや造形などの美術業界に興味を持ち店を継ぐ気はなかったが、美術で使われる化学薬品が身体に合わなかったことから夢を断念して1990年代から店を手伝い始めた。愛は造形は作って残すもので、食品は食べれば消えてしまうものと考えて敬遠していたが、常連の料亭の板長とのやりとりを契機に考えを改めてイタリアへ留学し、料理の基礎を学んだ。
2022年には「食べログ 百名店」の喫茶店部門に初めて選出された。
2024年夏にリニューアルし、隣接する物件と壁を抜いて接続。店舗面積を従来の2倍に拡張した。

## 主なメニュー

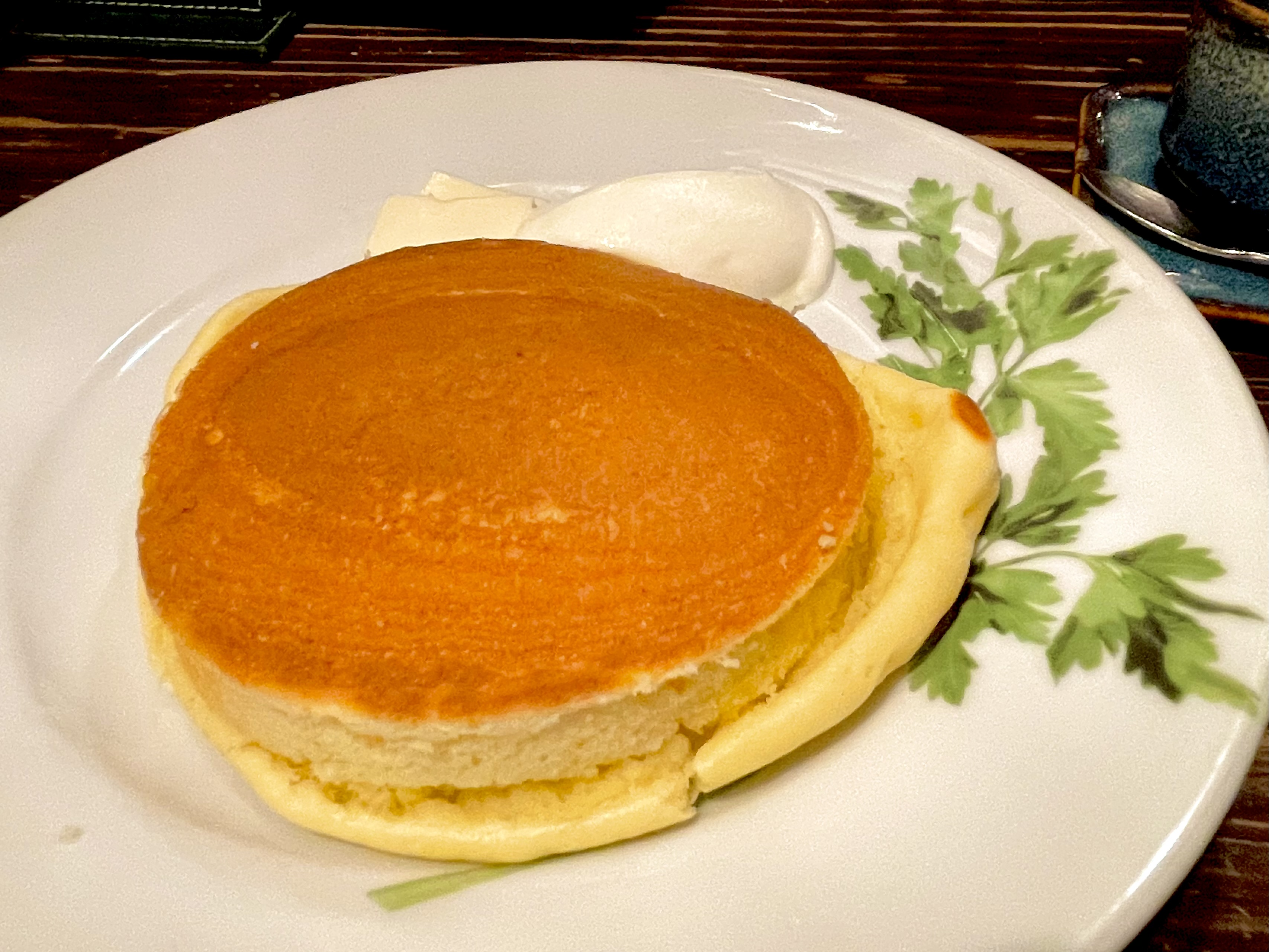
カフェ香咲のホットケーキ

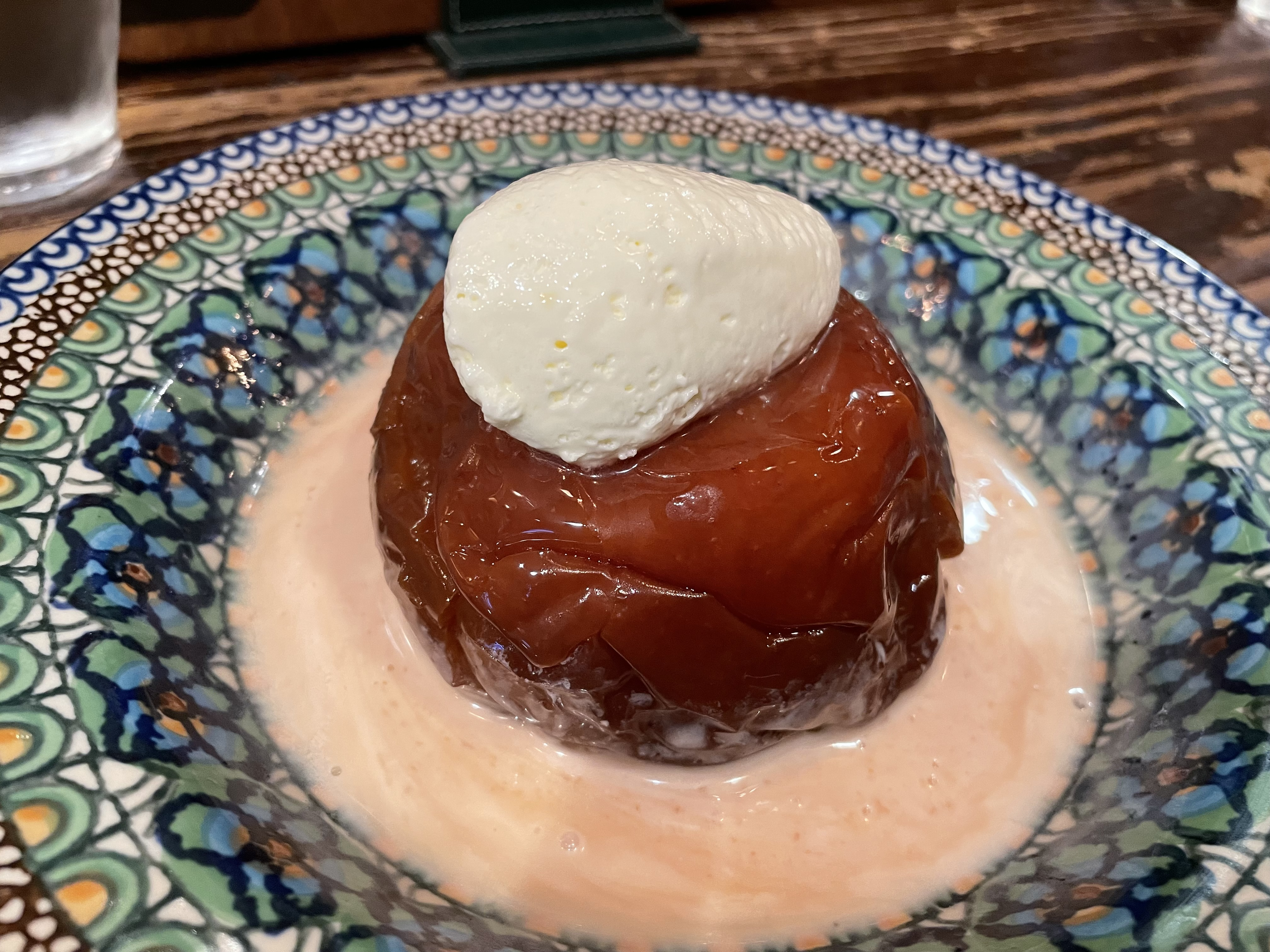
カフェ香咲の焼きリンゴ

メニューのイラストは、愛の夫でデコラティブペインターのジョナサン・ヒーバートが担当している。カフェ香咲は喫茶店でありながら、カレーライス、グラタン、ラザニアなどといったフードメニューにも定評がある。

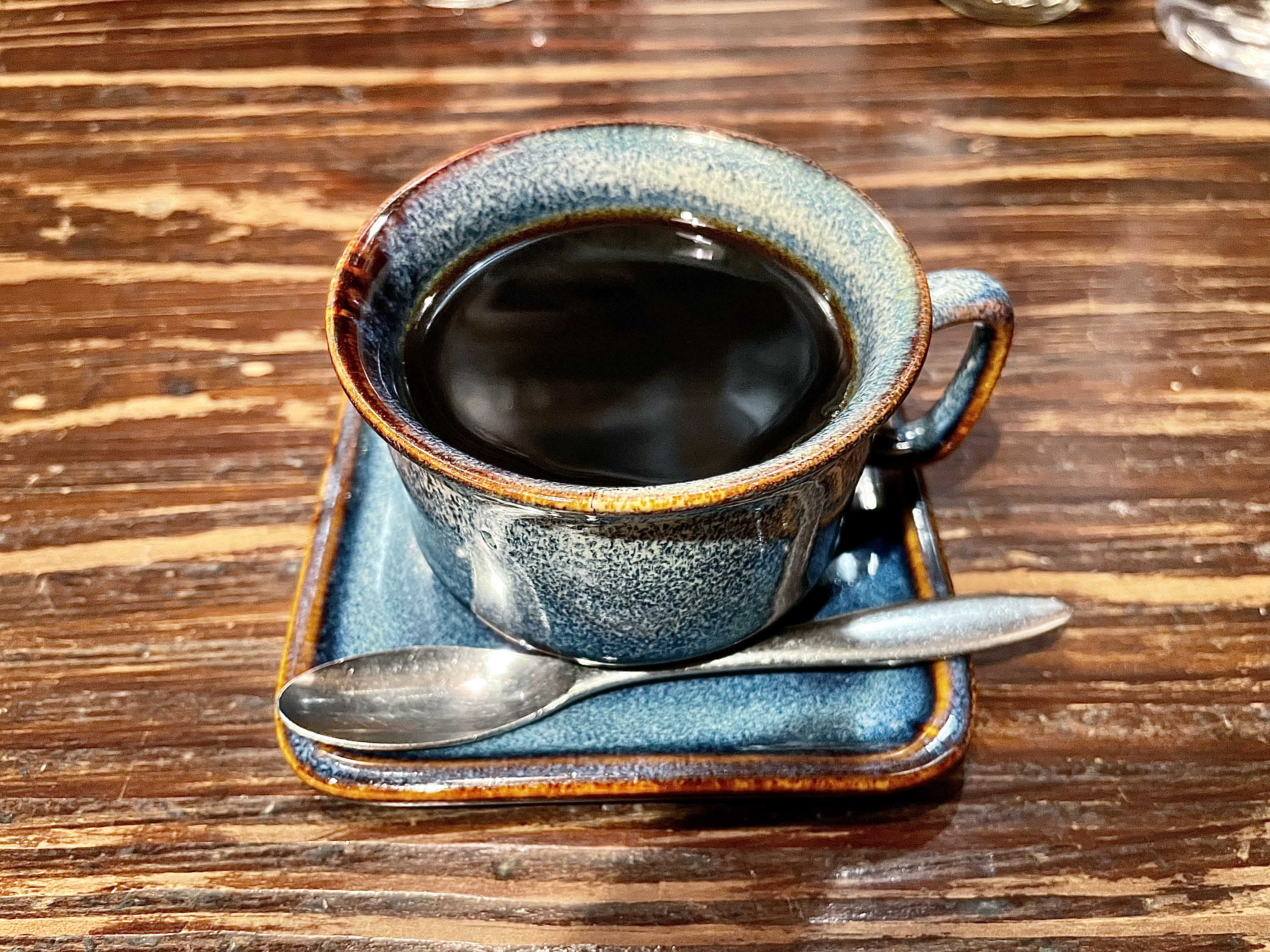
香咲ブレンド
創業当初から提供される、熟成豆を使ったコーヒー。コクテール堂のエイジングビーンズをネルドリップして提供される。
ホットケーキ
カフェ香咲の「看板メニュー」。銅板で焼いた1枚のホットケーキにバターと生クリーム、メープルシロップを添えて提供される。もとは志津子が家庭料理として従業員にまかないで出していたものだったが、常連客の目にとまって商品化された。タレントのマツコ・デラックスは昼の情報番組で島崎和歌子とロケに訪れ、後にMCを務めるテレビ番組で「ここのホットケーキが一番好き」と紹介した。放送からしばらくはキラー通りの向かいまで行列ができる人気メニューになった。マツコ・デラックスはカフェ香咲のホットケーキをテレビ番組で複数回紹介し、オーナーの愛は日刊ゲンダイの取材に「うちはマツコさんに助けてもらった店です」と発言している。
焼きリンゴ
20年以上提供される冬のシーズンメニュー。

## 内装・外装

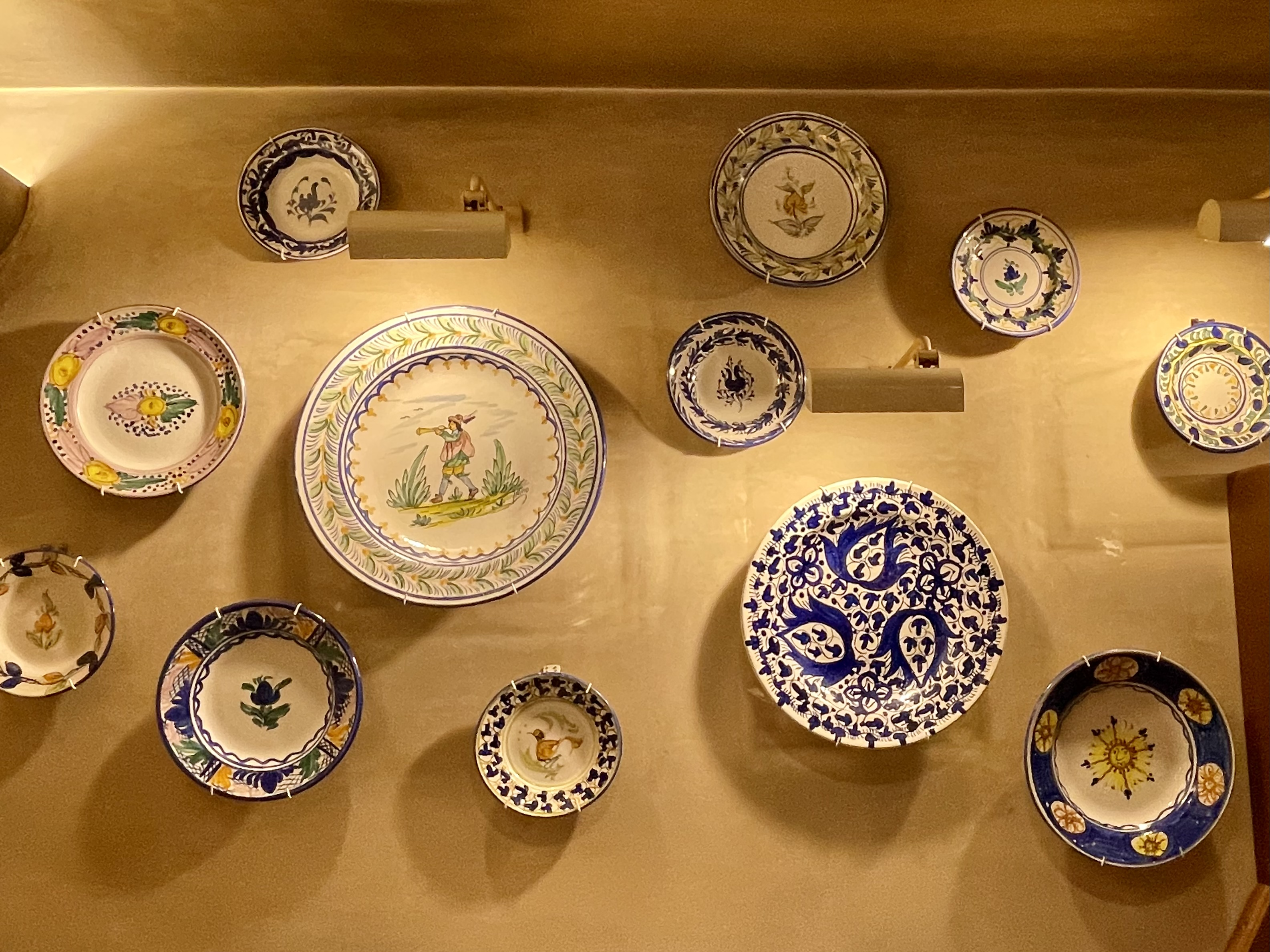
カフェ香咲の内装（2022年）

リニューアル前のカフェ香咲の内装は、喫茶店建築で知られる建築デザイナーの松樹新平がトータルプロデュースした。
内壁は南仏風の薄いカラメル色の漆喰。創業当時は純白だったが、客の吸うタバコの煙で着色されたのだという。現オーナーの愛によれば、バブル期はコーヒーとタバコを嗜むのがステイタスだった。なお、志津子がタバコの煙によって健康に問題が生じたため、2000年代から店内は禁煙になっている。壁面にはスペインの陶器が飾られていた。
夫のジョナサン・ヒーバートはテラス席の増設などの改装を手掛けた。店舗の2階にはジョナサンのアトリエがある。リニューアル後の天井画は、デコラティブペインターであるジョナサンが手がけた。リニューアルに際して漆喰も塗り直されたが、あえて麦わら色に統一した。

### 『ラブライブ!スーパースター!!』
カフェ香咲は2021年7月11日からNHK Eテレで放送されたアニメ『ラブライブ!スーパースター!!』で、作中に登場する喫茶店の外観の参考にされた。しかし、制作サイドによればカフェ香咲側の十分な理解を得ないまま制作を進行したため、作中に登場する建物の外観が変更された。これに関連してインターネット上ではカフェ香咲や関係者への誹謗中傷やプライバシーを侵害する行為が確認され、制作サイドはこれらをやめるように公式サイトで呼びかけた。